# Střítež (ort i Tjeckien, Vysočina, lat 49,19, long 15,89)
Střítež är en ort i Tjeckien.   Den ligger i regionen Vysočina, i den centrala delen av landet, 150 km sydost om huvudstaden Prag. Střítež ligger 487 meter över havet och antalet invånare är 495.
Terrängen runt Střítež är platt.Runt Střítež är det ganska tätbefolkat, med 56 invånare per kvadratkilometer. Närmaste större samhälle är Třebíč, 2,8 km norr om Střítež. Trakten runt Střítež består till största delen av jordbruksmark.